# Горленський Ігнатій Платонович
Го́рленський Ігна́тій Плато́нович(1873 — після 1915) — російський архітектор, член Петербурзького товариства архітекторів.

## Життєпис
1895 закінчив Інститут цивільних інженерів (Санкт-Петербург) з правом на чин 10 класу та зарахований позаштатним техніком Катеринославського губернського правління.
27 листопада 1895 отримав чин колезького секретаря.
10 листопада 1898 зараховано до Міністерства внутрішніх справ з переведенням до Санкт-Петербургу.
Учень Академії мистецтв з 1898 року. Має срібну медаль від Інституту цивільних інженерів.
2 листопада 1900 присвоєно звання художника-архітектора за проект Готелю-санаторію на півдні.
1900–1901 — Інститут цивільних інженерів.

## Відомі будівлі
Санкт-Петербург: 
Свято-Троїцька церква
Житлові будинки
- Суворівський проспект, 25 1903
- вулиця Жуковського, 29 1904

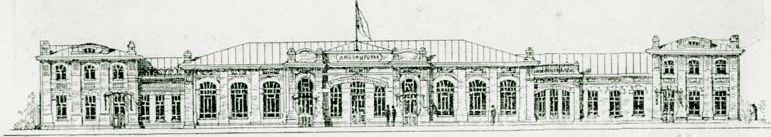
Проект будівлі залізничної станції Верхівцеве

- Суворівський проспект, 27, Кутова частина, перебудова 1906
- вулиця Гребецька, 6 1908

Верхівцеве:
- будівля залізничної станції 1901